# Wettswil am Albis
Wettswil am Albis (toponimo tedesco; fino al 1976 ufficialmente Wettswil) è un comune svizzero di 5 123 abitanti del Canton Zurigo, nel distretto di Affoltern.

## Storia
Il comune è stato istituito nel 1831 per scorporo da quello di Stallikon.

## Società

### Evoluzione demografica
L'evoluzione demografica è riportata nella seguente tabella:
Abitanti censiti

## Infrastrutture e trasporti
Wettswil am Albis è servito dalla stazione di Bonstetten-Wettswil am Albis sulla ferrovia Zurigo-Zugo.

## Amministrazione
Ogni famiglia originaria del luogo fa parte del cosiddetto comune patriziale e ha la responsabilità della manutenzione di ogni bene ricadente all'interno dei confini del comune.